# Sky Brown
Sky Brown (japonês: ブラウン 澄海, Hepburn: Buraun Chōkai, Miyazaki, 7 de julho de 2008) é uma skatista nipo-britânica que compete pela Grã-Bretanha e foi a primeira medalhista de bronze olímpica na modalidade park feminino. 
Ela é a skatista profissional mais jovem do mundo. Aos 12 anos, Brown foi selecionada para representar a Grã-Bretanha nos Jogos Olímpicos de 2020. Competindo em 4 de agosto de 2021, aos 13 anos e 28 dias de idade, Sky Brown se tornou a mais jovem atleta a representar o país nos jogos, além de ser a mais jovem medalhista da história da Grã-Bretanha em olimpíadas ao conquistar o bronze na modalidade park. Brown também foi a vencedora da primeira edição do talent show americano Dancing with the Stars: Juniors.

## Vida pessoal
Sky Brown nasceu em Miyazaki, no Japão. Sua mãe, Mieko, é japonesa e seu pai, Stu, é britânico. Isso lhe confere, até a maioridade, dupla cidadania nipo-britânica.
Em japonês, seu nome é pronunciado Chōkai (澄海) e, como seu sobrenome é estrangeiro, este é escrito apenas em sistemas kana, como é padrão para nomes japoneses não tradicionais.
Seu pai morou nos Estados Unidos por vários anos antes de se mudar para o Japão. Brown mora em Miyazaki, mas passa cerca de metade do ano nos Estados Unidos, em Venice Beach, na Califórnia. Seu pai é skatista e sua pré-escola tinha uma pista de skate, ambos fatores que a levaram a iniciar no esporte. Ela possui uma rampa de skate em seu quintal para treinar. Além do skate, Brown também surfa, chegando a acordar às 5h na maioria das manhãs para praticar.
Em 2021, ela se tornou sócia da skatista brasileira Letícia Bufoni no empreendimento Monarch Project, uma marca de shapes de skateboarding.

## Carreira
Brown não treina com um técnico, em vez disso, ela aprende truques pelo YouTube . Apesar disso, ela ocasionalmente treina com o skatista Shaun White, que ganhou medalhas olímpicas de snowboard. Brown é patrocinada pela Nike, o que a torna a mais jovem atleta patrocinada pela Nike do mundo. Ela participou de uma campanha da Nike ao lado de Serena Williams e Simone Biles . Aos 10 anos, Brown se tornou uma atleta profissional, o que a tornou a skatista profissional mais jovem do mundo. A jovem compete principalmente na categoria park.
Em 2016, aos 8 anos, Brown participou do Vans US Open, tornando-se a atleta mais nova de todos os tempos a disputar o evento. Em 2017, ela ficou em segundo lugar nas Finais Continentais Asiáticas, e terminou entre os 10 primeiros no Vans Park Series de 2018. Em 2018, ela ganhou o reality show americano Dancing with the Stars: Juniors .
Em fevereiro de 2019, ela venceu o evento Simple Session em Tallinn, Estônia. Em março de 2019, Brown anunciou que competiria pela Grã-Bretanha, após ter representado o Japão em competições anteriores. A atleta justificou a mudança afirmando que preferia que a "abordagem mais relaxada" da British Skateboarding Association . Em 2019, Brown também foi medalhista de bronze no Campeonato Mundial de Skateboarding, disputado em São Paulo e se tornou a primeira mulher a aterrissar um frontside 540 no X Games . Ela terminou em quinto lugar no evento de skate do X Games.
Sky foi uma dentre os cinco skatistas britânicos que tentaram se classificar para os eventos de skate dos Jogos Olímpicos de Verão de 2020, na primeira vez que o esporte será incluído nos jogos. Em 28 de maio de 2020, enquanto treinava na Califórnia, ela sofreu uma queda de uma rampa de halfpipe ao errar uma manobra e cair em um vão a uma altura de quatro metros e meio, acidente que a deixou com várias fraturas no crânio e o braço esquerdo e dedos da mão direita quebrados. No entanto, após a recuperação, ela permaneceu determinada a ultrapassar os seus limites e a competir pelo ouro nas Olimpíadas de Tóquio. Em abril de 2021, Brown declarou que também estava considerando tentar competir no surfe nos adiados Jogos Olímpicos de 2020.
Em junho de 2021, Brown foi selecionada para representar a Grã-Bretanha no skate nos Jogos Olímpicos de Verão de 2020. Brown será a mais jovem olímpica britânica de todos os tempos, aos 13 anos e 28 dias, batendo Margery Hinton, que tinha 13 anos e 43 dias quando competiu no evento de 200 metros peito nos Jogos Olímpicos de 1928 . Brown não foi a competidora mais jovem nos Jogos, já que a tenista de mesa síria Hend Zaza era mais jovem do que Brown. Em julho de 2021, ela ganhou a medalha de ouro do parque de skate feminino dos X Games. Em agosto de 2021, ela ganhou a medalha de bronze nos Jogos Olímpicos de 2020.